# Yangou
Yangou (kinesiska: 沿沟, 沿沟乡) är en socken i Kina. Den ligger i provinsen Shanxi, i den norra delen av landet, omkring 120 kilometer norr om provinshuvudstaden Taiyuan. Antalet invånare är 19 381. Befolkningen består av 9 558 kvinnor och 9 823 män. Barn under 15 år utgör 14,0 %, vuxna 15-64 år 71 %, och äldre över 65 år 13,0 %.
Genomsnittlig årsnederbörd är 600 millimeter. Den regnigaste månaden är juli, med i genomsnitt 168 mm nederbörd, och den torraste är januari, med 3 mm nederbörd.